# According to Plan
According to Plan è un singolo del gruppo musicale statunitense I Love You but I've Chosen Darkness, pubblicato il 1º marzo 2005 come primo estratto dal primo album in studio Fear Is on Our Side.

## Tracce
Testi e musiche degli I Love You but I've Chosen Darkness.
12" (Stati Uniti), download digitale – 1ª versione
- Lato A

1. According to the Plan – 5:45

- Lato B

1. Thoughts on the Floor – 6:13

CD maxi-singolo (Stati Uniti), download digitale – 2ª versione
1. According to Plan – 4:37
2. Close to Here – 4:58
3. Better Strangers – 4:00

## Formazione
Gruppo
- Christian Goyer – voce, chitarra
- Edward Robert – basso
- Ernest Salaz – chitarra
- Timothy White – batteria, percussioni
- Daniel Del Favero – chitarra

Produzione
- Paul Barker – produzione, registrazione, missaggio
- ILYBICD – registrazione, missaggio
- John Golden – mastering